# ميخائيل ر. فاين
ميخائيل ر. فاين (بالإنجليزية: Michael R. Fine)‏ هو مهندس وعالم حاسوب أمريكي، ولد في 29 نوفمبر 1966.